# Alexandre Antoine Sapieha
Pour les articles homonymes, voir Aleksander Sapieha et Sapieha.
 (novembre 2013).
Si vous disposez d'ouvrages ou d'articles de référence ou si vous connaissez des sites web de qualité traitant du thème abordé ici, merci de compléter l'article en donnant les références utiles à sa vérifiabilité et en les liant à la section « Notes et références ».
Le prince Aleksander Antoni Sapieha, armoiries Lis, né le 3 septembre 1773 à Strasbourg, décédé le 8 septembre 1812 à Dereczyn, est un aristocrate polonais, explorateur et scientifique, chambellan de Napoléon.

## Biographie
Fils du prince Józef Sapieha et de Teofila née Jabłonowska (pl), Aleksander Sapieha est né en France, où ses parents s'installent après la chute de la Confédération de Bar en 1772. En 1777, il revient en Pologne avec son père. Il vit auprès de sa tante, la princesse Anna Jabłonowska, principalement dans ses domaines de Siemiatycze et Kock. La grande bibliothèque et les collections d’histoire naturelle que la princesse ne cesse d'agrandir éveillent son intérêt pour les sciences. Sa tante l'entoure des meilleurs éducateurs dont  Jean-Emmanuel Gilibert, professeur de sciences naturelles à l'Université de Vilnius avec qui Sapieha entretiendra contact aussi après le retour du Français à Lyon.
Vers 1792, il rencontre Stanisław Staszic avec lequel il partage un intérêt pour la géologie. En 1794, il épouse Anna Jadwiga Zamoyska et Staszic conseille le jeune couple en matière de finances. La même année, les Sapieha partent pour Vienne où ils font connaissance de Józef Ossoliński (pl). Ossoliński l’introduit dans le cercle des savants slavistes qui l'incitent à faire un voyage d'étude dans les Balkans. Dans les années 1792-1802, Sapieha reste en Pologne et se consacre à la minéralogie. Il explore la Volhynie, la Petite-Pologne et la Lituanie, collabore avec Józef Herman Osiński publie les résultats de ses travaux. Il devient membre de la Société des Amis des sciences de Varsovie en 1800 où il présente ses recherches dans les domaines de la géologie et le chimie.
Au début du XIXe siècle, Sapieha entreprend une grande expédition dans les Balkans où il explore la Dalmatie, la Grèce et la Turquie. En 1804, il présente son Description du Mont-Cenis à l'Académie des sciences de Lyon.
Enthousiaste de Napoléon, il est probable qu'il est son agent en Europe. Chargé d'organiser la venue de l'empereur à Varsovie en  1807, il devient rapidement un proche et chambellan de sa cour. Après sa participation au siège de Dantzig, Napoléon le décore de Légion d'Honneur. Sapieha accompagne Napoléon à Erfurt où il rencontre le tsar Alexandre Ier, puis il revient à ses activités scientifiques tout en envoyant des rapports à l’empereur. Le fruit de ses voyages est le journal Voyage dans les pays slaves publié en 1811.
En 1812, le prince Sapieha entre à la Commission du Gouvernement provisoire de Lituanie où il s'occupe des affaires militaires, mais lorsque Hugues-Bernard Maret impose la présidence de la Commission un gouverner général en la personne du hollandais Dirk van Hogendorp, Sapieha démissionne du gouvernement et quitte Vilnius.
Blessé accidentellement par un sanglier à Dereczyn, il meurt des suites de sa blessure le 8 septembre 1812 dans son domaine familial. Il est enterré à Krasiczyn.

## Activité scientifique
Expédition minéralogique menée en Pologne, en Lituanie ainsi que dans les Alpes, dans la péninsule des Balkans et de Volhynie. Rapports scientifiques Minéralogie (1801), un livre sur la chimie inorganique (1801 à 1802). Essai sur la cristallographie.
Don de plus de 4 500 volumes à la Société des Amis des sciences de Varsovie.

## Mariage et descendance
De son épouse Anna Jadwiga Zamoyska, Alexandre Sapieha a deux enfants:
- Anna Zofia (1799-1864), épouse d'Adam Jerzy Czartoryski
- Leon Ludwik (1803-1878), maréchal du Sejm de Galicie (pl), chambellan à la cour de Nicolas Ier

## Sources
- Notices d'autorité :   - VIAF
  - ISNI
  - BnF (données)
  - IdRef
  - LCCN
  - GND
  - Pologne
  - NUKAT
  - Tchéquie
  - WorldCat
- Notices dans des dictionnaires ou encyclopédies généralistes :   - Polski Słownik Biograficzny
  - Visuotinė lietuvių enciklopedija

- (pl) Cet article est partiellement ou en totalité issu de l’article de Wikipédia en polonais intitulé « Aleksander Antoni Sapieha » (voir la liste des auteurs).

- (lt) Cet article est partiellement ou en totalité issu de l’article de Wikipédia en lituanien intitulé « Aleksandras Antonijus Sapiega » (voir la liste des auteurs).